# Ma Jüan (malíř)

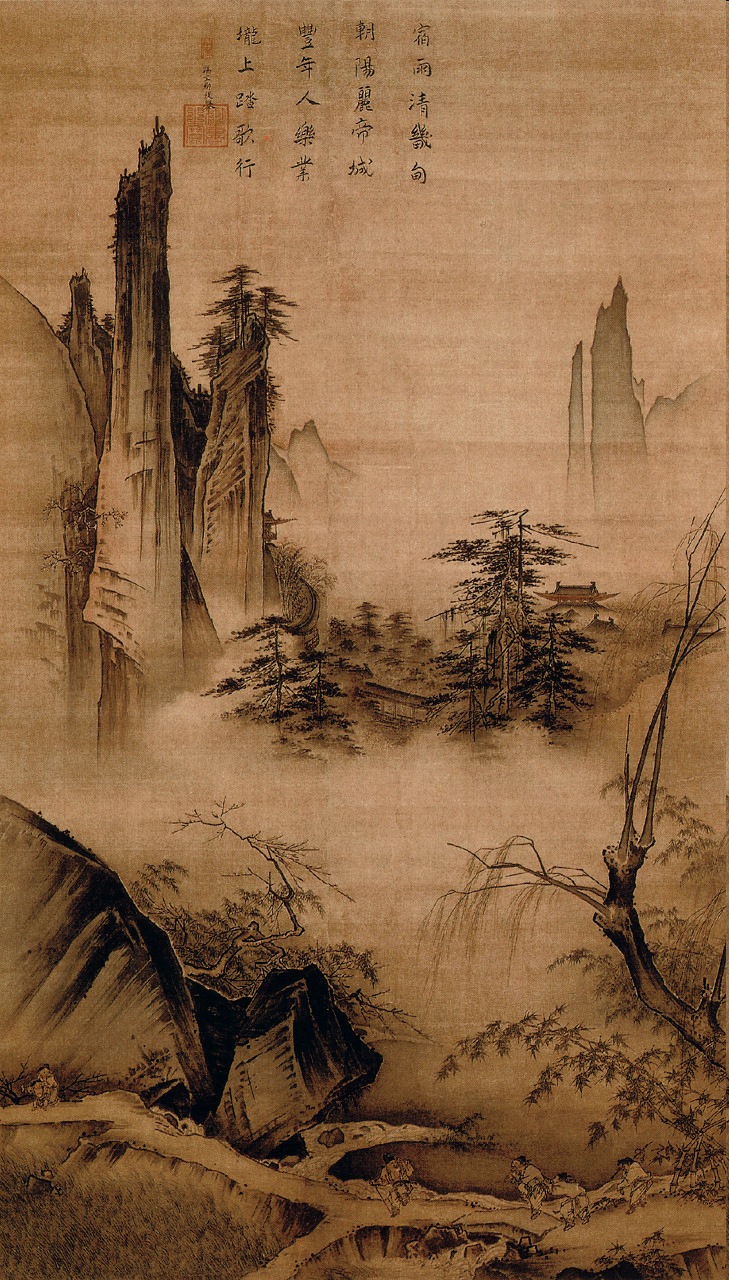
Tanec a zpěv (Rolníci vracející se z práce)

Ma Jüan čínsky pchin-jinem Mǎ Yuǎn, znaky 馬遠 (1160/65? – 1225) byl čínský malíř žijící v říši Sung. Jeho práce, společně s dílem Sia Kueje, tvořila základ školy Ma-Sia (馬夏) a je řazena mezi nejlepší své doby. Inspiroval čínské malíře školy Če stejně jako japonské umělce Šúbuna a Sesšúa.

## Život
Ma Jüan se narodil v Čchien-tchangu (nyní v Chang-čou) v malířském rodu. Jeho pradědeček Ma Fen byl začátkem 12. století malířem u sungského císařského dvora, jeho děd Ma Sing-cu i otec Ma Š'-žung si udrželi stejné zaměstnání u dvora jihosungských císařů v Chang-čou. Někdy před rokem 1189 i Ma Jüan nastoupil ke dvoru císaře Kuang-cunga. U dvora se těšit vysokému uznání a byl oblíbencem císaře Ning-cunga, který napsal několik poém inspirovaných Ma Jüanovými obrazy. Zemřel roku 1225. Jeho syn Ma Lin byl posledním malířem rodu.
Ačkoli velmi všestranným malířem, je dnes známý především pro své krajinky. V technice se, stejně jako mnoho současníků, zprvu inspiroval Li Tchangem. Později si vyvinul osobitý styl využívající dekorativních prvků („borovice [...] silné, jako by byly vyrobeny z železného drátu“, jak je popsán současníkem). Charakteristickým rysem mnoha jeho obrazů je tzv. „jednorohová“ kompozice, ve které jsou zobrazované objekty umístěny v rohu nebo na jedné straně, takže druhá část obrazu je více či méně prázdná.
Kromě krajin se zachovalo mnoho různorodých Maových děl. Patří mezi ně řada jemných obrazů „květin a ptáků“ v Národním palácovém muzeu v Tchaj-peji, série obrazů vod a hor v Palácovém muzeu v Zakázaném městě v Pekingu, několik obrazů zenových mistrů (dva jsou uchovávány v Tenrjú-ji v Kjótu), atd.
U mnoha zachovaných děl připisovaných Ma Jüanovi je jejich autorství sporné, jeho popularita vedla totiž mnohé malíře k napodobování jeho stylu. Za jeho práci je uznávána například Jarní procházka na horské stezce v Národním palácovém muzeu, k jeho nejvýznamnějším malbám patří Čtyři mudrci Šang-šanu ze sbírky Cincinnati Art Museum v Ohiu.
V historii čínské vědy a techniky, je Ma Jüan připomínán jako první, kdo zobrazil použití rybářského navijáku (na obraze Rybář na zimním jezeře).